# Alta subtropical

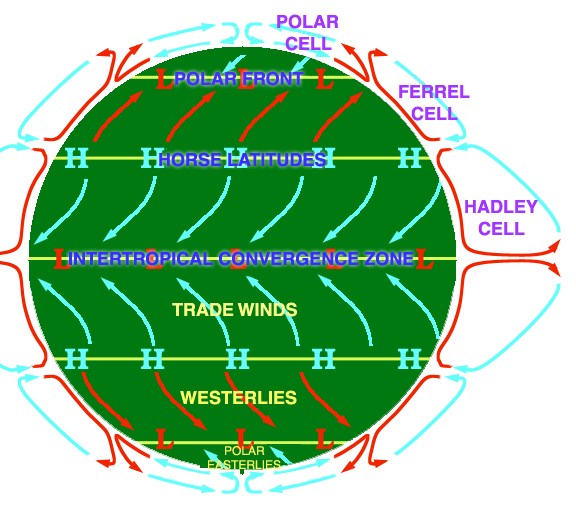
A dinâmica da circulação atmosférica terrestre, causado principalmente por altas subtropicais.

Alta subtropical ou crista subtropical é um sistema de alta pressão semipermanente situado sobre os grandes oceanos do planeta e próximo ao paralelo 30° de ambos os hemisférios. O ar em seu centro tende a ir para as bordas num sentido anticiclônico, ou seja, horário no hemisfério norte ou anti-horário no hemisfério sul.

## Formação
As altas subtropicais, tais como os outros tipos de anticiclones, são percebidas nas representações de pressão sobre a superfície em cartas sinóticas através de uma ou mais isóbara delimitando uma área com maior pressão em relação a sua volta. Sua formação se inicia no ar quente e úmido das regiões equatoriais. Esse ar, ao atingir a troposfera, desloca-se em direção aos polos e passa por resfriamento durante o transporte, além de se tornar mais seco e denso e, portanto, propício à subsidência.
Quando chega próximo à latitude de 30°, a chamada latitude dos cavalos, a subsidência é influenciada pela circulação de massas de ar descendentes: o ar seco é forçado a descer e, ao mesmo tempo, a atmosfera se aquece e a umidade relativa diminui, impedindo a formação de instabilidades. A força exercida pelo ar descendente é o que gera a elevação da pressão sobre a superfície. A radiação solar absorvida nos trópicos, que é superior à perda de radiação infravermelha, gera um acúmulo de energia, enquanto que nos polos acontece o contrário. Dessa forma, o ar mais quente nos trópicos induz os ventos a se convergirem dos hemisférios para as regiões próximas da linha do equador, sob influência do gradiente de pressão e da rotação da Terra por meio da força inercial de Coriolis.
A chamada circulação de Hadley, por sua vez, é o principal fator determinante da variação latitudinal das altas subtropicais. Como parte de tal ciclo, os ventos gerados pelos anticiclones se tornam alísios ao retornarem à região da linha do equador e a convergência deles origina a zona de convergência intertropical (ZCIT). Esta determina a oscilação norte–sul dos anticiclones semipermanentes.